# أسب ميرزا
أسب ميرزا هي قرية في مقاطعة سردشت، إيران. يقدر عدد سكانها بـ 83 نسمة بحسب إحصاء 2016.